# Guennadi Chpalikov
Guennadi Fiodorovitch Chpalikov (en russe : Геннадий Фёдорович Шпаликов), né le 6 septembre 1937 à Segueja et mort le 1er novembre 1974 à Peredelkino, est un poète et scénariste soviétique.

## Biographie
Guennadi est né dans la famille d'ingénieur militaire Fiodor Chpalikov. En 1955, il est diplômé de l'école militaire de Kiev. Il a commencé à écrire étant encore étudiant. En 1954-1962, il étudie à la faculté des scénaristes de l'Institut national de la cinématographie. Il débute avec le scénario du film J'ai vingt ans de Marlen Khoutsiev. En 1962, il travaille avec Gueorgui Danielia sur Je m'balade dans Moscou pour lequel il écrit également la chanson finale devenue très populaire en URSS. Guennadi devient de plus en plus dépendant vis-à-vis de l'alcool, sa première épouse, Natalia Ryazantseva, le quitte. L'écrivain refait sa vie avec l'actrice Inna Goulaïa.
En 1966, s'essaie en tant que réalisateur avec le film Une longue vie heureuse qui gagne le Grand prix au Festival du film d'auteur de Bergamo. La même année, sort le film Je viens de l'enfance avec le jeune Vladimir Vyssotski.
Après, Chpalikov connaît une traversée de désert. Parmi tous les scénarios qu'il avait écrits avant les années 1970 seuls deux dessins animés sont adaptés. Ses difficultés financières s'aggravent et son alcoolisme s'alourdit. Les dernières années de sa vie, il s'est concentré sur un roman qui reste inachevé.
Chpalikov se pend à la maison des écrivains à Peredelkino. Il repose au cimetière Vagankovo.

## Filmographie

### Scénariste
- 1963 : Je m'balade dans Moscou (Я шагаю по Москве, Ya chagayou po Moskve) de Gueorgui Danielia
- 1964 : J'ai vingt ans (Мне двадцать лет, Mne dvadtsat let) de Marlen Khoutsiev
- 1966 : Il était une fois Koziavine d'Andreï Khrjanovski (animation)
- 1966 : Je viens de l'enfance (Я родом из детства, Ya rodom iz detstva) de Viktor Tourov
- 1966 : Une longue vie heureuse (Долгая счастливая жизнь, Dolgaia schastlivaïa zhizn)
- 1968 : L'Harmonica de verre d'Andreï Khrjanovski (animation)
- 1971 : Toi et moi (Ты и я, Ty i ya) de Larisa Shepitko
- 1971 : Chante ta chanson, poète.. de Sergueï Ouroussevski

### Réalisateur
- 1966 : Une longue vie heureuse